# Jean Kent
Jean Kent (* 29. Juni 1921 in Brixton, London; † 30. November 2013 in Bury St Edmunds, Suffolk, England) war eine britische Schauspielerin.

## Leben
Kent wurde 1921 als Joan Mildred Summerfield im Stadtbezirk Brixton in South London geboren. Sie war das einzige Kind des Ehepaars Norman Field und Nina Norre. Ihre Eltern waren Varieté-Künstler. Sie begann ihre Theaterkarriere 1931, im Alter von zehn Jahren, als Tänzerin. Im Alter von dreizehn Jahren trat sie am Windmill Theatre im Londoner West End auf. Für ihre Auftritte als Chor-Girl am Windmill Theatre verwendete sie den Bühnennamen  „Jean Carr“.
Kent gehörte in den 1940er und 1950er Jahren zu den meistbeschäftigten und bekanntesten Filmstars Großbritanniens. Während des Zweiten Weltkriegs wurde sie von dem britischen Filmstudio Gainsborough Pictures unter Vertrag genommen. Kent spielte in der Folgezeit hauptsächlich in gefühlsträchtigen und rührseligen Melodramen, den sog. Gainsborough melodramas, die damals vor allem beim weiblichen Kinopublikum sehr populär waren. Ein Wendepunkt in ihrer Karriere war ihre Mitwirkung in dem britischen Kostümfilm Gaslicht und Schatten (1945), wo sie, unter der Regie von Anthony Asquith, erstmals eine ernsthafte dramatische Rolle spielte. Kent verkörperte Lucy Beckett, die Jugendfreundin der weiblichen Hauptrolle; ihre Partner waren James Mason und Stewart Granger. 1946 spielte sie die Rolle der Zigeunerin Rosal in dem britischen Filmdrama Gefährliche Reise. In der britischen Musical-Komödie Die Tingeltangelgräfin (1949) übernahm Kent die weibliche Hauptrolle. 
Kent wirkte insgesamt in über 40 Filmen mit. In dem Filmdrama Konflikt des Herzens (1951), nach dem gleichnamigen Theaterstück von Terence Rattigan, spielte sie, wieder unter der Regie von Anthony Asquith, erneut eine dramatische Rolle, diesmal sogar die den Film mitdominierende weibliche Hauptrolle. Sie verkörperte, an der Seite von Michael Redgrave in der männlichen Hauptrolle, Millie Crocker-Harris, die wesentlich jüngere Ehefrau des alternden und kranken Lehrers Andrew Crocker-Harris, die ihren Ehemann nicht mehr liebt, einen Liebhaber hat, und sich ihm gegenüber hart und gefühlskalt zeigt. In der Filmkomödie Der Prinz und die Tänzerin (1957) war sie (in der Rolle der Maisie Springfield) Partnerin von Laurence Olivier und Marilyn Monroe. in dem Spielfilm Bonjour Tristesse (1958) hatte sie eine größere Nebenrolle als Mrs. Helen Lombard.     
Kent arbeitete auch für das Fernsehen. Ihr Fernsehdebüt gab sie bereits Ende der 1930er Jahre in einem Musical mit dem Titel The Ship In The Bay; die Sendung wurde damals live ausgestrahlt. Nach dem Zweiten Weltkrieg hatte sie Fernsehauftritte in den Fernsehserien Sir Francis Drake (1961–1962; als Königin Elisabeth I.), Up Pompeii! (1970), Crossroads (1981) und Lovejoy (1991). 
1974 war sie Gast in der britischen Fernsehshow This Is Your Life; sie wurde von Moderator Eamonn Andrews im Londoner Strand Theatre überrascht. Ihren letzten öffentlichen Auftritt hatte Kent im Jahre 2011, als das British Film Institute sie anlässlich ihres 90. Geburtstags ehrte.

## Privates und Tod
Kent war seit 1946 bis zu seinem Tod mit dem österreichischen Schauspieler Josef Ramart († 1989) verheiratet. Kent und Ramart hatten sich bei den Dreharbeiten zu dem Film Gefährliche Reise (Originaltitel: Caravan) kennengelernt. „Best Man“ bei ihrer Hochzeit war der Schauspieler Stewart Granger. Kent und Ramert spielten gemeinsam in den Filmen Gefährliche Reise (1946) und Die Tingeltangelgräfin (1949). 
In den 1950er Jahren kauften sie eine Farm in der Nähe von Sudbury in der Grafschaft Suffolk. Sie lebten dort über 20 Jahre; danach zogen sie nach Westhorpe. 
Kent starb in den frühen Morgenstunden des 30. November 2013 im Alter von 92 Jahren im West Suffolk Hospital in Bury St Edmunds an den Folgen eines Unfalls; sie war einige Tage zuvor in ihrer Wohnung schwer gestürzt.

## Filmografie (Auswahl)
- 1939: A Ship in the Bay (Fernseh-Musical)
- 1943: It’s That Man Again
- 1943: Warn That Man
- 1944: Gaslicht und Schatten (Fanny by Gaslight)
- 1944: Two Thousand Women
- 1944: Champagne Charlie
- 1944: Madonna der sieben Monde (Madonna of the Seven Moons)
- 1945: Waterloo Road
- 1945: Die Frau ohne Herz (The Wicked Lady)
- 1945: Der letzte Sündenfall (The Rake’s Progress)
- 1946: Gefährliche Reise (Caravan)
- 1946: Ein Herz geht verloren (Carnival)
- 1947: Piratenliebe (The Man Within)
- 1948: Tanz in den Abgrund (Good-Time Girl)
- 1948: Schlafwagen nach Triest (Sleeping Car to Trieste)
- 1949: Die Tingeltangelgräfin (Trotti True)
- 1950: The Reluctant Widow
- 1951: Konflikt des Herzens (The Browning Version)
- 1955: Before I Wake
- 1957: Der Prinz und die Tänzerin (The Prince and the Showgirl)
- 1958: Bonjour Tristesse
- 1959: Hinter diesen Mauern (Beyond this Place)
- 1961–1962: Sir Francis Drake (Fernsehserie, 22 Folgen)
- 1963: Maupassant (Fernsehserie, Folge Yvette)
- 1963–1965: Emergency Ward-10 (Fernsehserie, 7 Folgen)
- 1966–1967: United (Fernsehserie, 23 Folgen)
- 1968–1969: Thicker Than Water (Fernsehserie, 8 Folgen)
- 1970: Up Pompeii! (Fernsehserie, Folge Exodus)
- 1971: Doctor at Large (Fernsehserie, Folge Trains & Notes & Veins)
- 1976: Brüll den Teufel an (Shout at the Devil)
- 1978: Tycoon (Fernsehserie, 11 Folgen)
- 1990: Missing Persons (Fernsehfilm)
- 1991: Lovejoy (Fernsehserie, Folge National Wealth)